# Caterina Pico

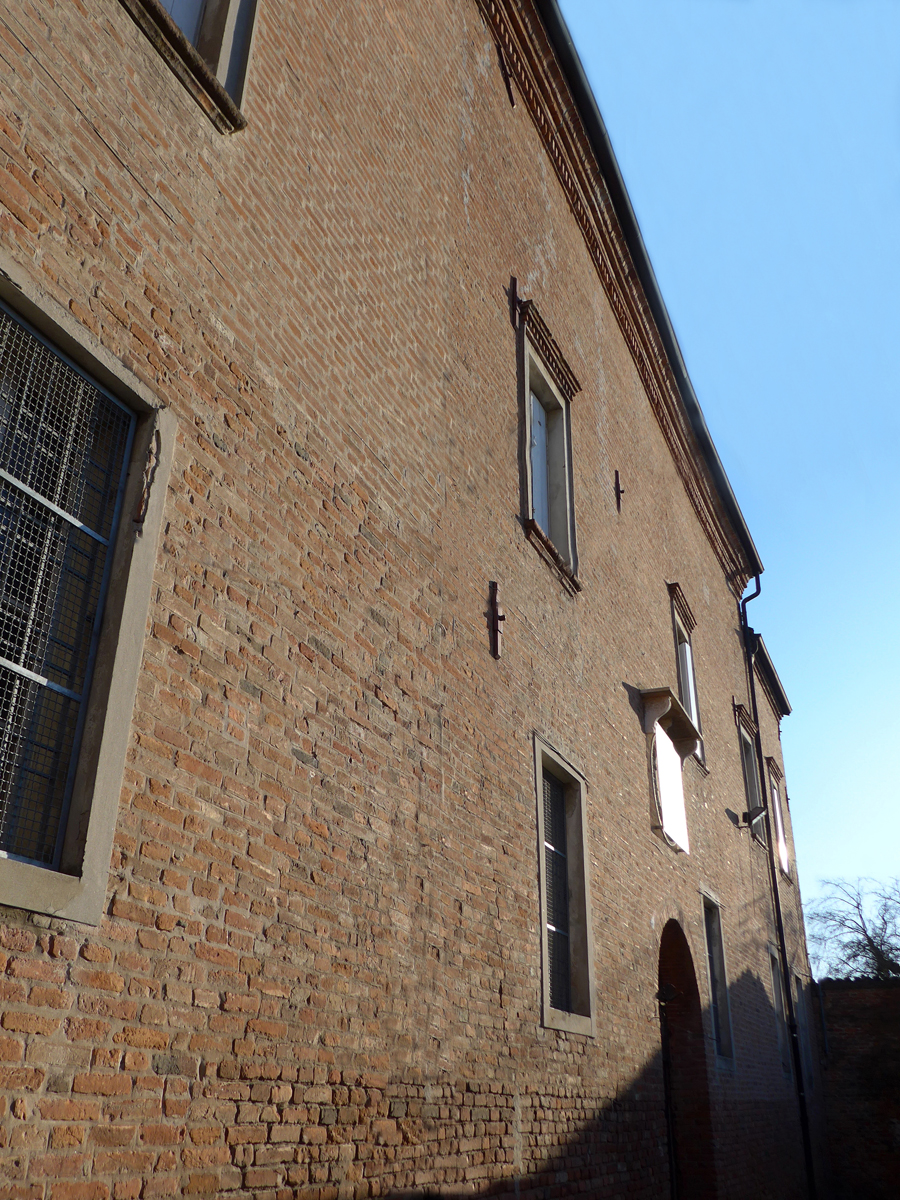
Luzzara, Palazzo della Macina.

Caterina Pico (della Mirandola) (Mirandola, 1454 – Luzzara, 5 dicembre 1501) è stata una nobildonna italiana.

## Biografia
Era figlia primogenita di sette fratelli (tra questi il più famoso fu Giovanni Pico della Mirandola, umanista e filosofo) di Gianfrancesco I Pico (1415-1467), signore di Mirandola e Concordia e di Giulia Boiardo, figlia di Feltrino conte di Scandiano e cugina di Matteo Maria Boiardo, poeta e letterato.
Nel 1473 sposò Lionello I Pio di Savoia, signore di Carpi.
Rimasta vedova nel 1477, nel 1484 convolò a nozze con Rodolfo Gonzaga signore di Luzzara, Castel Goffredo, Castiglione delle Stiviere e di Solferino.
Rodolfo morì il 6 luglio 1495 durante la famosa battaglia di Fornovo lasciando la moglie e i sei figli in tenera età. Caterina venne nominata nel testamento del marito tutrice e amministratrice dei beni dei figli ed ereditò il feudo di Luzzara, che alla sua morte passerà al figlio Gianfrancesco.
Verso la fine del XV secolo fece costruire alle porte di Luzzara la chiesa dell'Annunciata presso il convento degli Agostiniani.
La vita di Caterina finì tragicamente nel palazzo di Luzzara: dopo aver respinto le profferte amorose della sua damigella Diambra o averne scoperto una tresca con un soldato, venne avvelenata da questa. L'assassina fu condannata a morte e appesa per un piede ad una trave, morendo dopo giorni di agonia.

## Discendenza
Caterina e Lionello ebbero tre figli:
- Caterina, monaca nel Monastero di Santa Chiara a Carpi;
- Alberto (1475-1531);
- Lionello (1477-1571).

Caterina e Rodolfo ebbero sei figli:
- Paola (1486 – Milano, 30 maggio 1519), sposò Giovan Niccolò Trivulzio, figlio di Gian Giacomo Trivulzio, conte di Musocco;
- Gianfrancesco (2 febbraio 1488 – 18 dicembre 1524), marchese di Luzzara e capostipite dell'omonimo ramo Gonzaga;
- Lucrezia (30 settembre 1490 – ?), morta infante;
- Barbara (30 settembre 1490 – ?), morta infante;
- Giulia (16 marzo 1493 – 25 novembre 1544), monaca francescana "suor Angiola Gabriella" nel convento di Santa Paola a Mantova dal 19 marzo 1503;
- Aloisio (20 aprile 1494 – 19 luglio 1549), signore di Castel Goffredo, Castiglione e Solferino. Fu il capostipite del ramo cadetto dei "Gonzaga di Castel Goffredo".

## Ascendenza
|                        |                |                          | Genitori                |  |  | Nonni |  |  | Bisnonni          |  |  | Trisnonni  |  |
|                        |                |                          |                         |  |  |       |  |  | Francesco II Pico |  |  | Paolo Pico |  |
|                        |                |                          |                         |  |  |       |  |  | Francesco II Pico |  |  | Paolo Pico |  |
|                        |                | Isabella Malaspina       |                         |  |  |       |  |  | Francesco II Pico |  |  |            |  |
| Giovanni I Pico        |                |                          |                         |  |  |       |  |  | Francesco II Pico |  |  |            |  |
|                        |                | ...                      | ...                     |  |  |       |  |  |                   |  |  |            |  |
|                        |                | ...                      | ...                     |  |  |       |  |  |                   |  |  |            |  |
|                        |                | ...                      | ...                     |  |  |       |  |  |                   |  |  |            |  |
| Gianfrancesco I Pico   |                | ...                      |                         |  |  |       |  |  |                   |  |  |            |  |
|                        |                | Guglielmo Bevilacqua     | Francesco Bevilacqua    |  |  |       |  |  |                   |  |  |            |  |
|                        |                | Guglielmo Bevilacqua     | Francesco Bevilacqua    |  |  |       |  |  |                   |  |  |            |  |
|                        |                | Guglielmo Bevilacqua     | Anna Zavarise           |  |  |       |  |  |                   |  |  |            |  |
| Caterina Bevilacqua    |                | Guglielmo Bevilacqua     |                         |  |  |       |  |  |                   |  |  |            |  |
|                        |                | Taddea Tarlati           | ...                     |  |  |       |  |  |                   |  |  |            |  |
|                        |                | Taddea Tarlati           | ...                     |  |  |       |  |  |                   |  |  |            |  |
|                        |                | Taddea Tarlati           | ...                     |  |  |       |  |  |                   |  |  |            |  |
| Caterina Pico          |                | Taddea Tarlati           |                         |  |  |       |  |  |                   |  |  |            |  |
|                        | Matteo Boiardo | Feltrino Boiardo         |                         |  |  |       |  |  |                   |  |  |            |  |
|                        | Matteo Boiardo | Feltrino Boiardo         |                         |  |  |       |  |  |                   |  |  |            |  |
|                        | Matteo Boiardo | N.N. Manfredi            |                         |  |  |       |  |  |                   |  |  |            |  |
| Feltrino Boiardo       | Matteo Boiardo |                          |                         |  |  |       |  |  |                   |  |  |            |  |
|                        |                | Bernardina Lambertini    | Egano Lambertini        |  |  |       |  |  |                   |  |  |            |  |
|                        |                | Bernardina Lambertini    | Egano Lambertini        |  |  |       |  |  |                   |  |  |            |  |
|                        |                | Bernardina Lambertini    | Tommasina Castelbarco   |  |  |       |  |  |                   |  |  |            |  |
| Giulia Boiardo         |                | Bernardina Lambertini    |                         |  |  |       |  |  |                   |  |  |            |  |
|                        |                | Gherardo VI da Correggio | Giberto IV da Correggio |  |  |       |  |  |                   |  |  |            |  |
|                        |                | Gherardo VI da Correggio | Giberto IV da Correggio |  |  |       |  |  |                   |  |  |            |  |
|                        |                | Gherardo VI da Correggio | Orsolina Pio            |  |  |       |  |  |                   |  |  |            |  |
| Guiduccia da Correggio |                | Gherardo VI da Correggio |                         |  |  |       |  |  |                   |  |  |            |  |
|                        |                | ...                      | ...                     |  |  |       |  |  |                   |  |  |            |  |
|                        |                | ...                      | ...                     |  |  |       |  |  |                   |  |  |            |  |
|                        |                | ...                      | ...                     |  |  |       |  |  |                   |  |  |            |  |
|                        |                | ...                      |                         |  |  |       |  |  |                   |  |  |            |  |